# Dromopoda
Dromopoda é uma subclasse de aracnídeos que inclui as espécies conhecidas pelo nome comum de opiliões (Opiliones), pseudo-escorpiões (Pseudoscorpionida), escorpiões (Scorpiones) e solífugos (Solifugae).

## Descrição
A combinação dos resultados de análises morfológicas e moleculares demonstraram que esta subclasse é um agrupamento taxonómico monofilético. Contudo, as análises estritamente moleculares não corroboram a monofilia de Dromopoda.